# Fołks Sztyme
Fołks Sztyme (jiddisül פֿאָלקס שטימע, ejtsd fouksz stíme) Łódźban alapított, majd Varsóból működtetett lengyel zsidó napilap, majd 1968-tól hetilap. Nevének jelentése „a nép hangja” avagy „népszava”.
Kezdetben a Lengyel Munkáspárt, majd a Lengyel Egyesült Munkáspárt lapja, a kiadó szerepét 1956 után a Lengyelországi Zsidó Közéleti és Kulturális Egyesület vette át. A Bleter far Gesichte tudományos lapot leszámítva hosszú éveken keresztül a Lengyel Népköztársaság egyetlen zsidó újsága volt. A túlélő lengyelországi zsidóság folyamatos kivándorlásának megfelelően az olvasottsága is fokozatosan csökkent. Főszerkesztője 1950 és 1968 között Grzegorz (Hersz) Smolar volt, majd az ő elbocsátása és két évvel később az országból történő elüldözése után Samuel Tenenblatt és Adam Kwaterko volt.
A rendszerváltást követően, 1991-ben a lap szerepét átvette a kéthetente megjelenő Słowo Żydowskie – Dosz Jídise Vort című lengyel–jiddis kétnyelvű magazin.
A Soá előtt Łódźban ugyanezen a címen egy napilap is működött, 1939-ben.